# Mandello del Lario

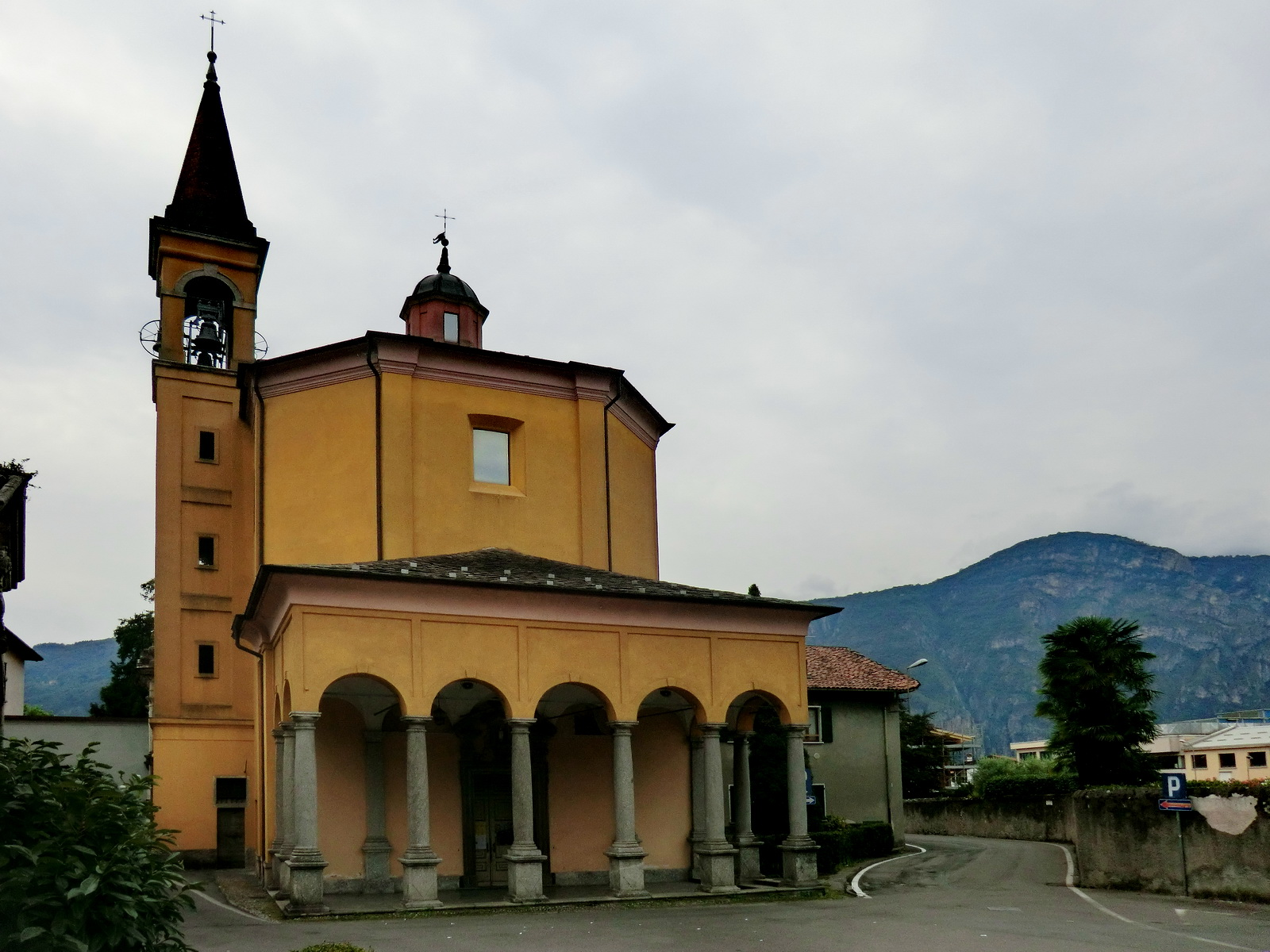
Wallfahrtskirche Madonna del Fiume

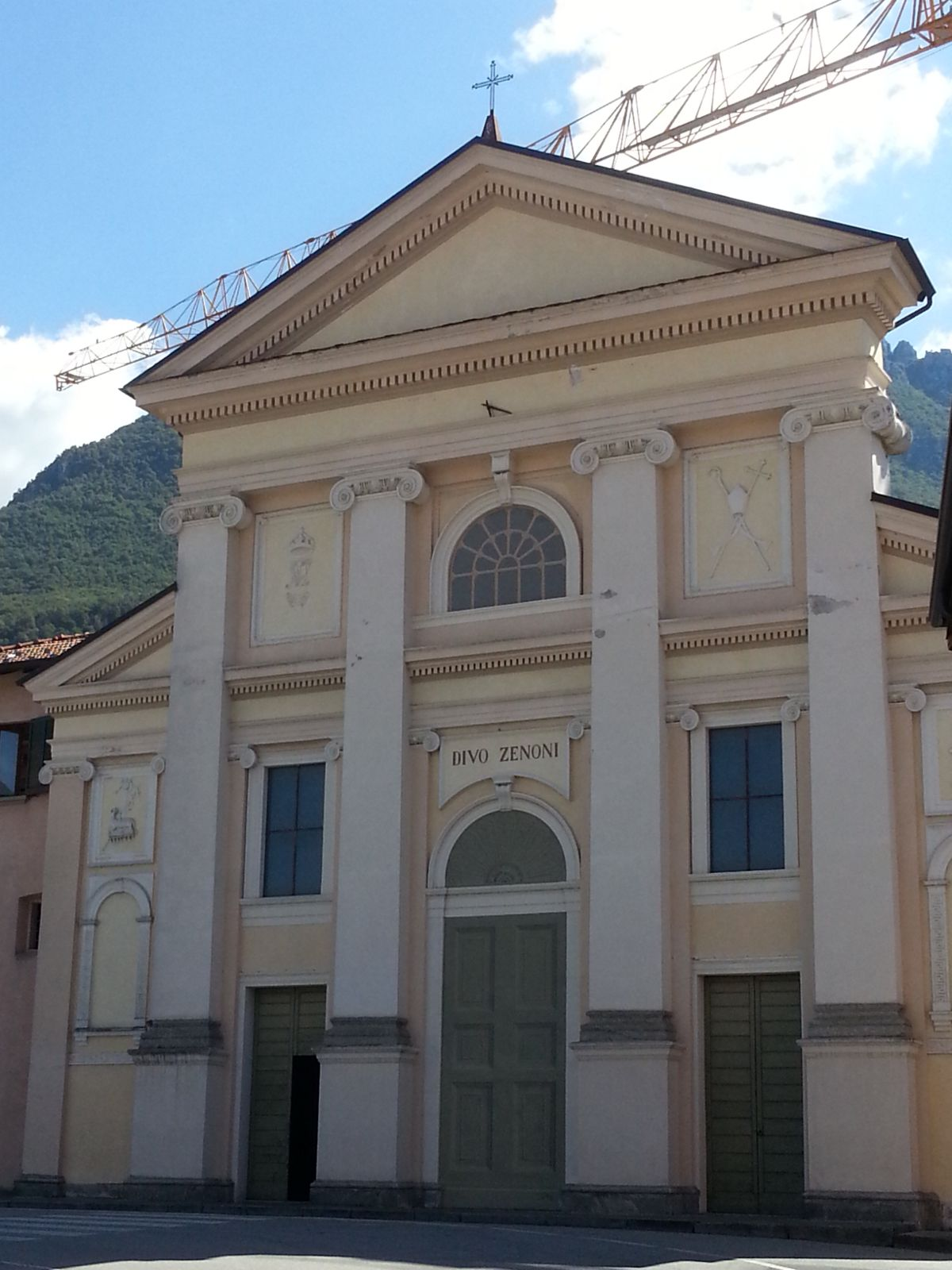
Kirche San Zenone

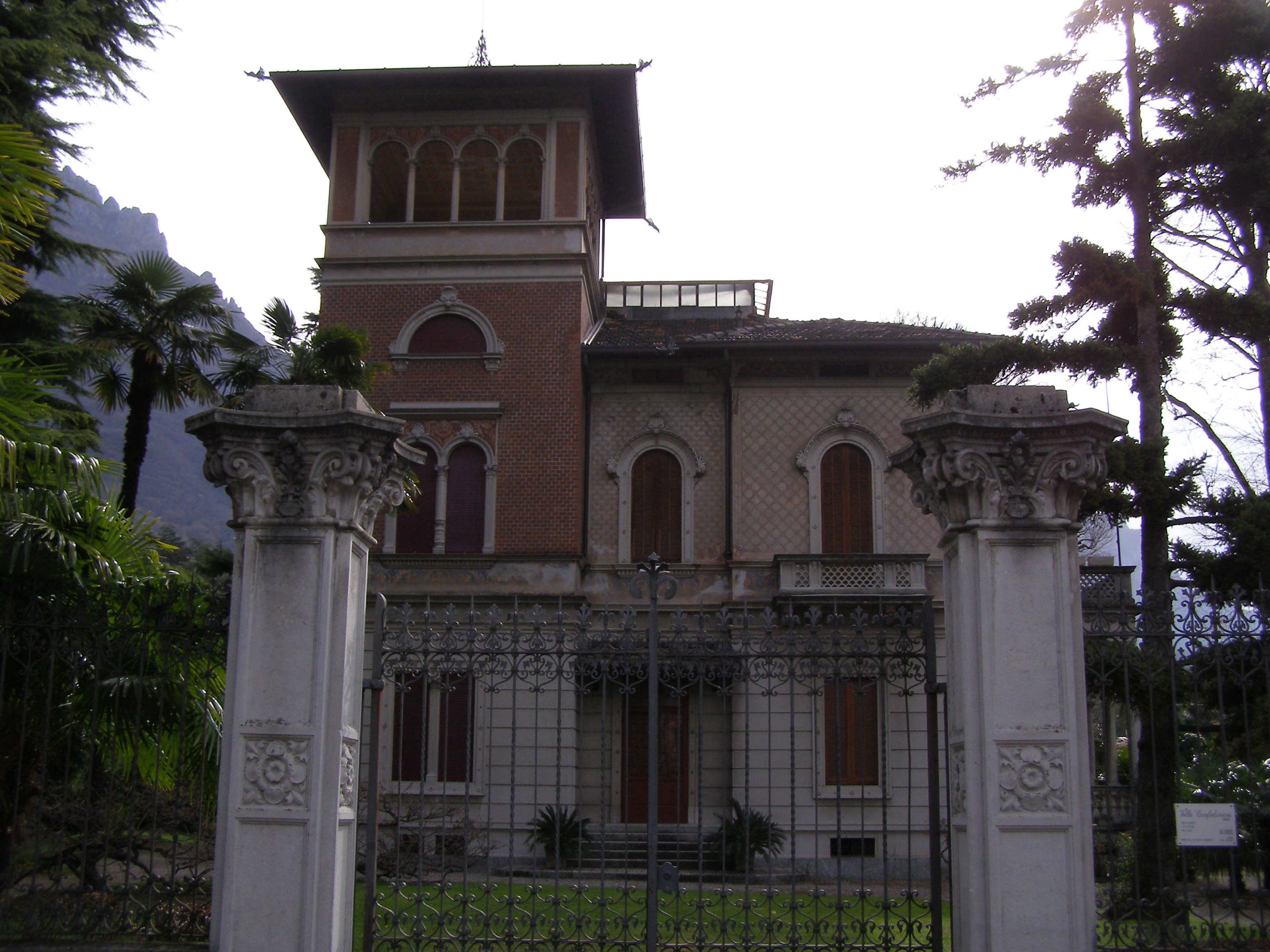
Villa confalonieri

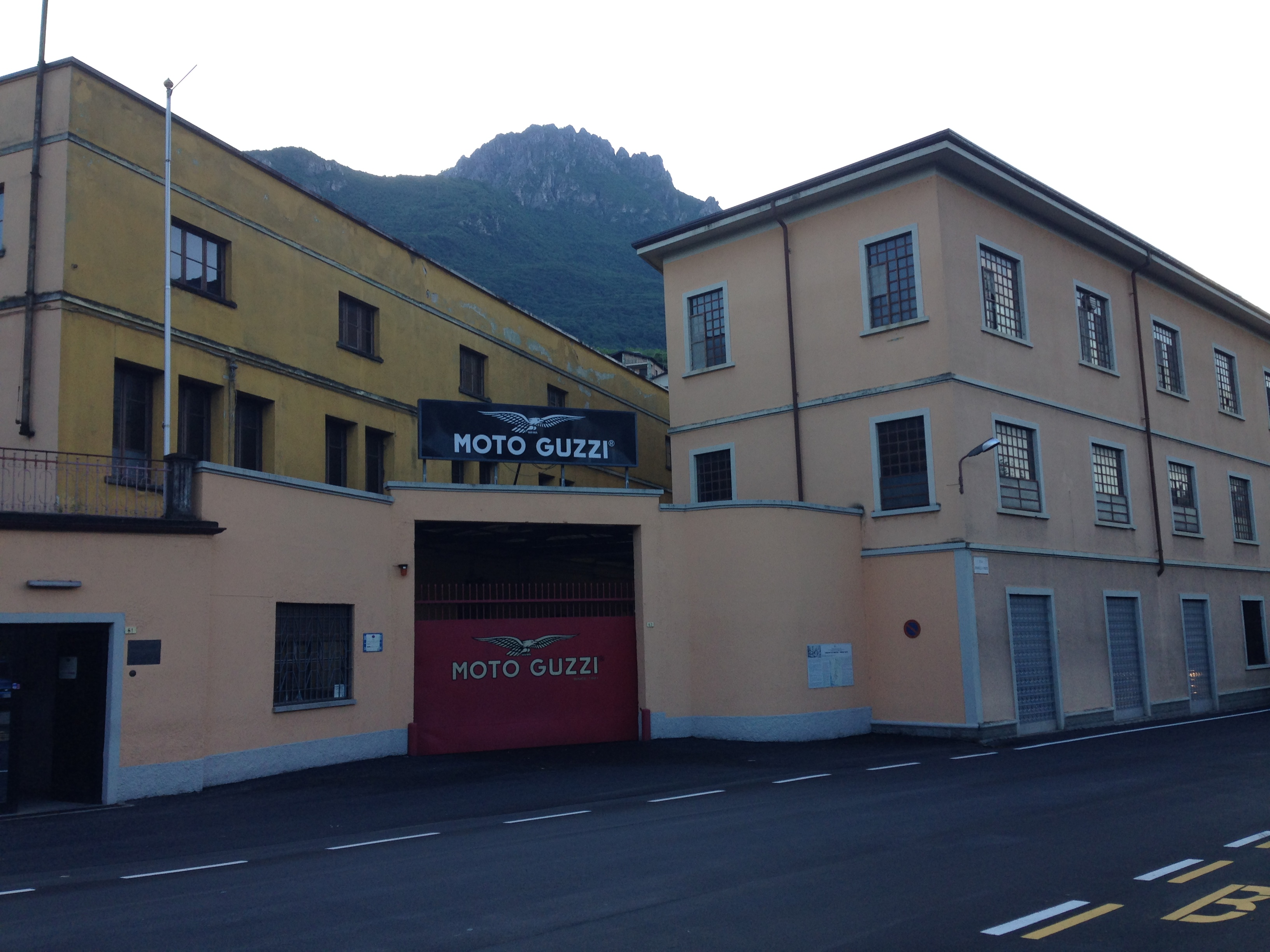
Fabrik Moto Guzzi

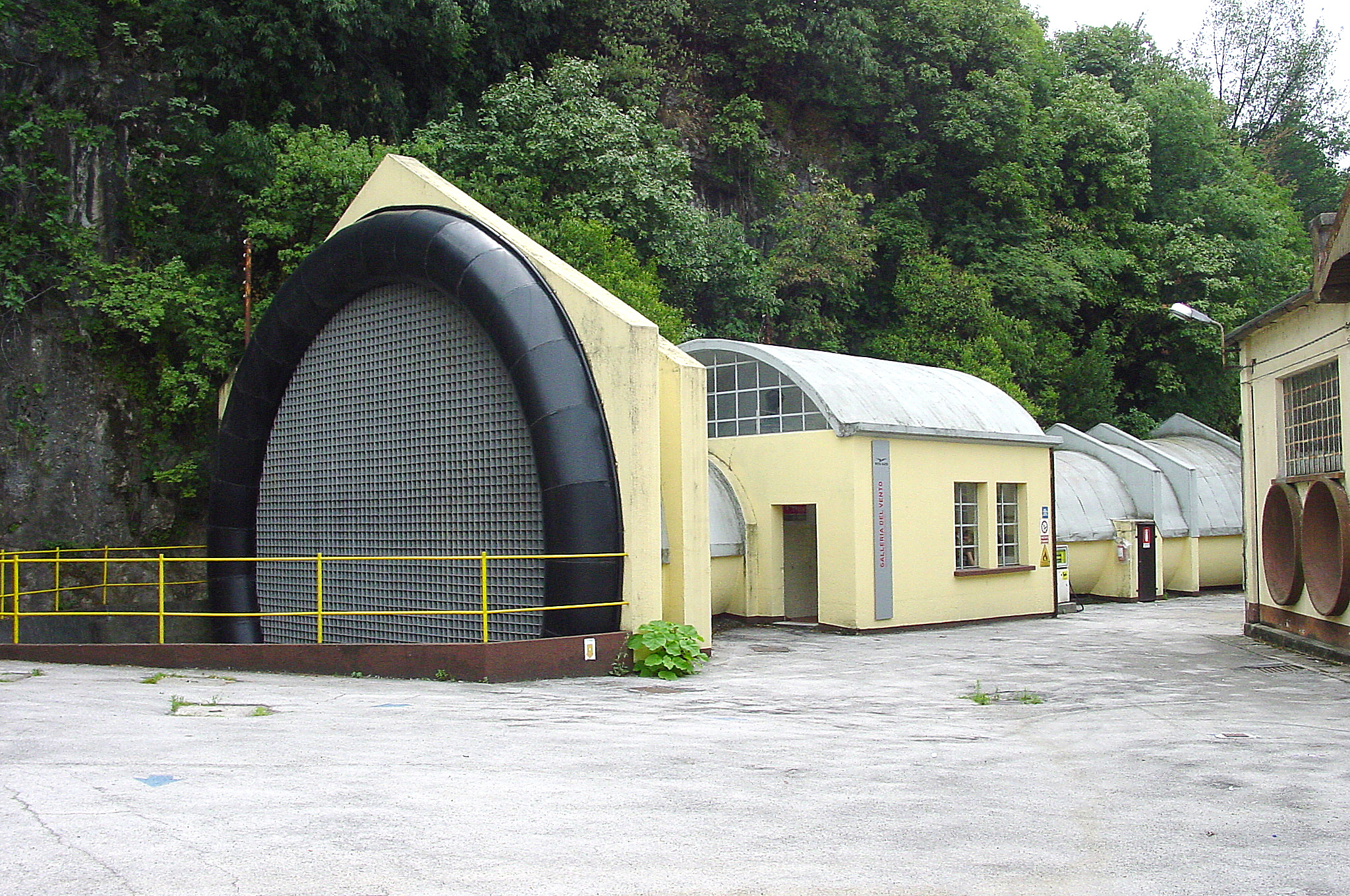
Windkanal der Firma Moto Guzzi

Mandello del Lario ist eine Stadt am Lago di Como in der Lombardei, Italien.

## Geographie
Die Gemeinde hat 9900 Einwohner (Stand 31. Dezember 2023) auf 41,77 km² und liegt am Fuße des Grigna-Massivs. Die umfasst die Fraktionen Olcio, Maggiana, Mandello a lago, Tonzanico, Molina, Mulini, Motteno, Cologna, Luzzeno, Moregallo, Rongio, Gorlo, Somana und Sonvico.
Nachbargemeinden sind Abbadia Lariana, Ballabio, Esino Lario, Lecco, Lierna, Oliveto Lario, Pasturo, Valbrona (CO) und Valmadrera.

## Klima
Dank der Lage des Ortes weist Mandello del Lario ein ganz besonderes Klima auf. Die sommerliche Hitze wird von drei Luftströmen abgekühlt. Sie heißen Breva, Tivello und Montivo und kommen von Norden, Süden und vom östlich gelegenen Grigna-Massivs.

## Geschichte
Die Kleinstadt wurde von Römern gegründet und war Regierungssitz der Langobarden. Im Jahr 603 ging es in den Besitz des Grafes Angera über. In der Zeit der französischen Vorherrschaft wurde der Ort eine selbständige Grafschaft. Obwohl die Stadt heute ein aktives Industrie- und Handwerkszentrum ist, konnte sie ihren historischen Charakter bewahren.
Nach dem vorübergehenden Anschluss der lombardischen Provinzen an das Königreich Sardinien wurde die Gemeinde Mandello del Lario mit 1.078 Einwohnern, die von einem fünfzehnköpfigen Gemeinderat und einem zweiköpfigen Stadtrat verwaltet wurde, gemäß der durch das Gesetz vom 23. Oktober 1859 festgelegten territorialen Aufteilung in das Mandamento I di Lecco, circondario III di Lecco, Provinz Como aufgenommen. Bei der Gründung des Königreichs Italien im Jahr 1861 hatte die Gemeinde 1.139 Einwohner (Volkszählung 1861). Bis zum Jahr 1863 behielt die Gemeinde den Namen Mandello, danach nahm sie den Namen Mandello del Lario an. Nach dem Gesetz über das Gemeindesystem von 1865 wurde die Gemeinde von einem Bürgermeister, einer Junta und einem Rat verwaltet. Im Jahr 1867 wurde die Gemeinde in denselben Bezirk, Kreis und dieselbe Provinz aufgenommen (Circoscrizione amministrativa 1867). Nach der Gemeindereform von 1926 wurde die Gemeinde von einem Podestà verwaltet. Im Jahr 1927 wurden die aufgelösten Gemeinden Olcio, Somana und Rongio zur Gemeinde Mandello del Lario zusammengefasst. Nach der Gemeindereform von 1946 wurde die Gemeinde Mandello del Lario von einem Bürgermeister, einer Junta und einem Gemeinderat verwaltet.

## Bevölkerung
| Bevölkerungsentwicklung | Bevölkerungsentwicklung | Bevölkerungsentwicklung | Bevölkerungsentwicklung | Bevölkerungsentwicklung | Bevölkerungsentwicklung | Bevölkerungsentwicklung | Bevölkerungsentwicklung | Bevölkerungsentwicklung | Bevölkerungsentwicklung | Bevölkerungsentwicklung | Bevölkerungsentwicklung | Bevölkerungsentwicklung | Bevölkerungsentwicklung | Bevölkerungsentwicklung | Bevölkerungsentwicklung | Bevölkerungsentwicklung |
| ----------------------- | ----------------------- | ----------------------- | ----------------------- | ----------------------- | ----------------------- | ----------------------- | ----------------------- | ----------------------- | ----------------------- | ----------------------- | ----------------------- | ----------------------- | ----------------------- | ----------------------- | ----------------------- | ----------------------- |
| Jahr                    | 1861                    | 1871                    | 1881                    | 1901                    | 1911                    | 1921                    | 1931                    | 1951                    | 1961                    | 1971                    | 1981                    | 1991                    | 2001                    | 2011                    | 2022                    |                         |
| Einwohner               | 3225                    | 3454                    | 3819                    | 3685                    | 3772                    | 3992                    | 4651                    | 6610                    | 8202                    | 9512                    | 9895                    | 10296                   | 10082                   | 10578                   | 10022                   |                         |
| Quelle: ISTAT           |                         |                         |                         |                         |                         |                         |                         |                         |                         |                         |                         |                         |                         |                         |                         |                         |

## Wirtschaft
Mandello del Lario ist seit 1921 Sitz der Firma Moto Guzzi, die seit 2004 zum Konzern Piaggio gehört. Aktuell (Stand Sept. 2021) sind am Standort ca. 280 Mitarbeiter (unbefristet und befristet Angestellte sowie Zeitarbeiter) beschäftigt. Der 1950 auf dem Fabrikgelände errichtete Windkanal kann noch besichtigt werden.

## Sehenswürdigkeiten
- Erzpriesterkirche San Lorenzo (17. Jahrhundert)
- Kirche San Giorgio (12. Jahrhundert)[4]
- Wallfahrtskirche Madonna del Fiume
- Kirche Sacro Cuore
- Kirche San Zenone
- Kirche Santa Maria über Olcio
- Torre dei Lanfranconi
- Torre del Barbarossa
- Höhle Ferrera in Ortschaft Acqua Bianca
- Moto Guzzi Museum

## Persönlichkeiten
- Clemente Gaddi (1901–1993), Erzbischof von Bergamo
- Giuseppe Moioli (1927–2025), Ruderer
- Attilio Cantoni (1931–2017), Ruderer
- Giovanni Zucchi (1931–2021), Ruderer
- Luigi Bartesaghi (1932–2022), kanadischer Radrennfahrer
- Fulvio Balatti (1938–2001), Ruderer
- Dante Lafranconi (* 1940), emeritierter Bischof von Cremona

## Bildergalerie

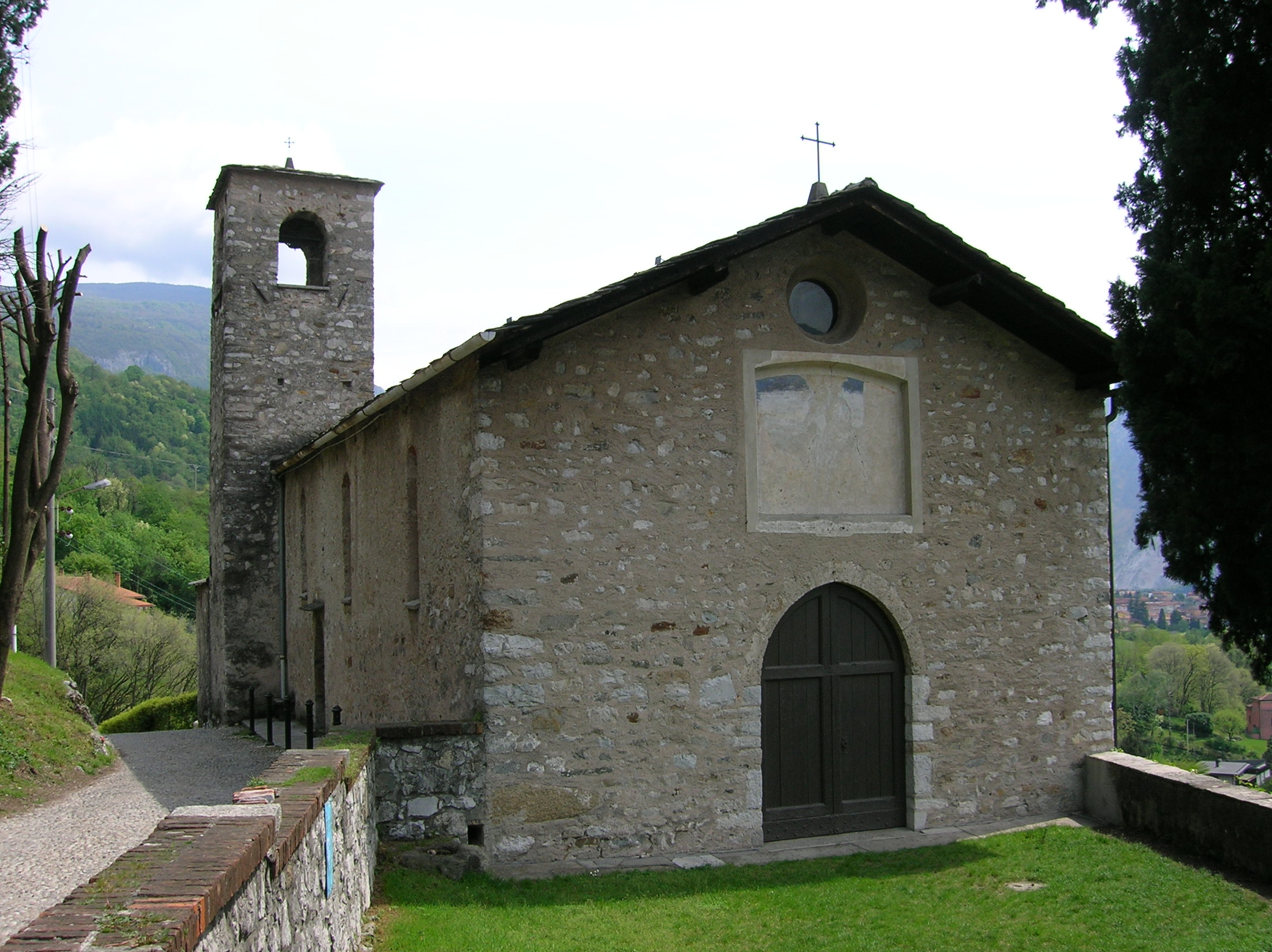
Die Kirche San Giorgio
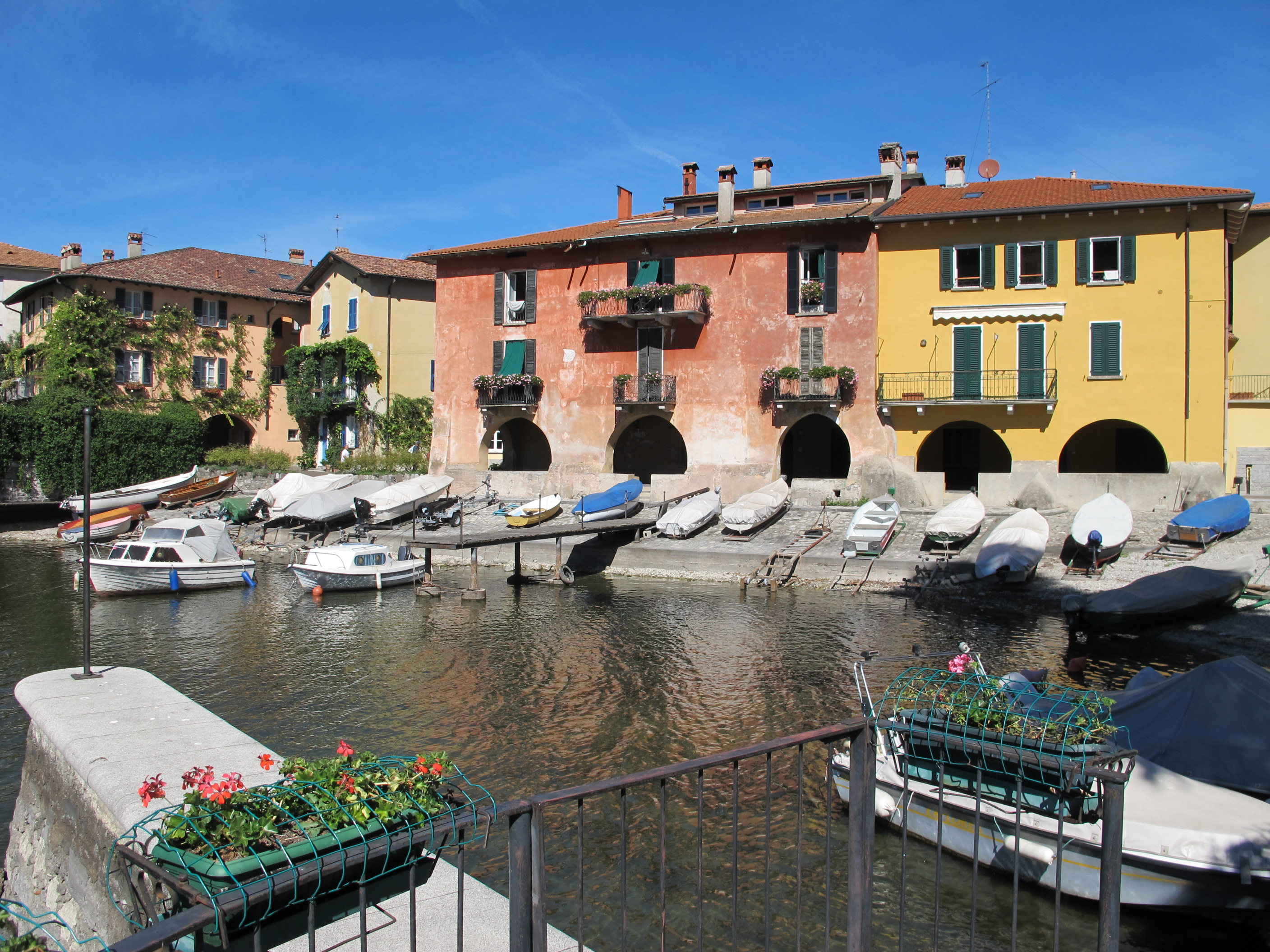
Marina von Mandello del Lario
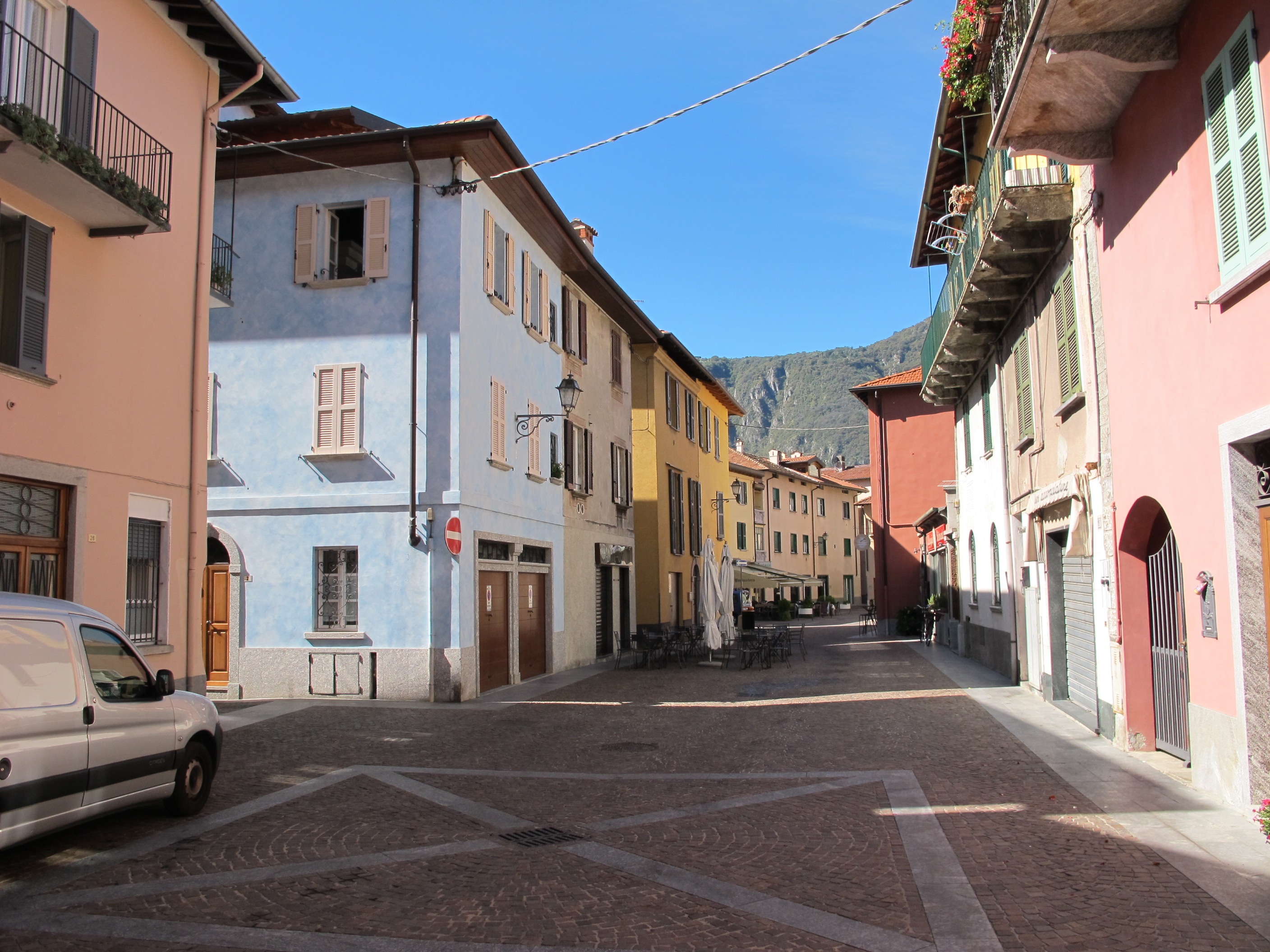
Straße in Mandello del Lario
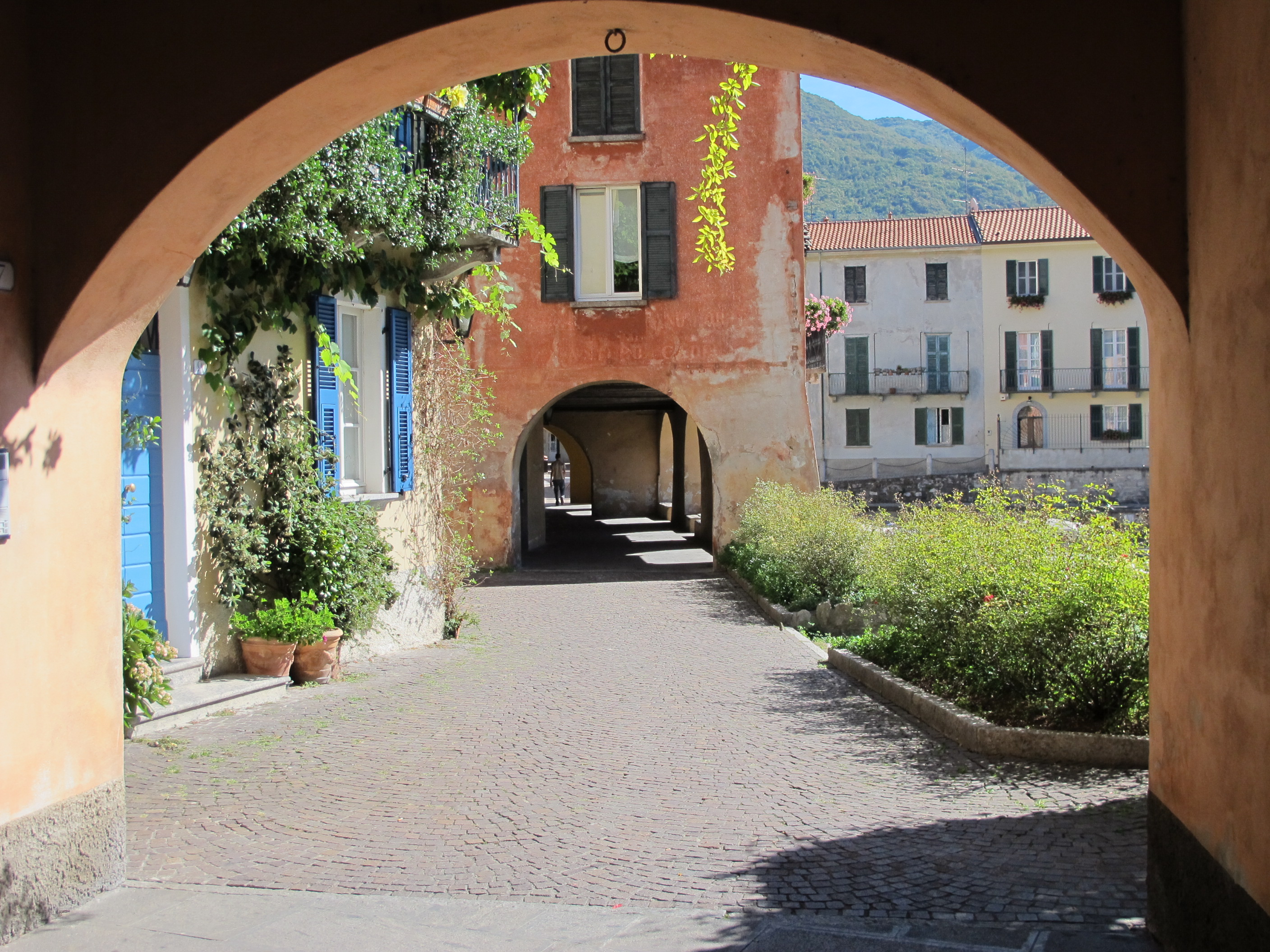
Straße in Mandello del Lario
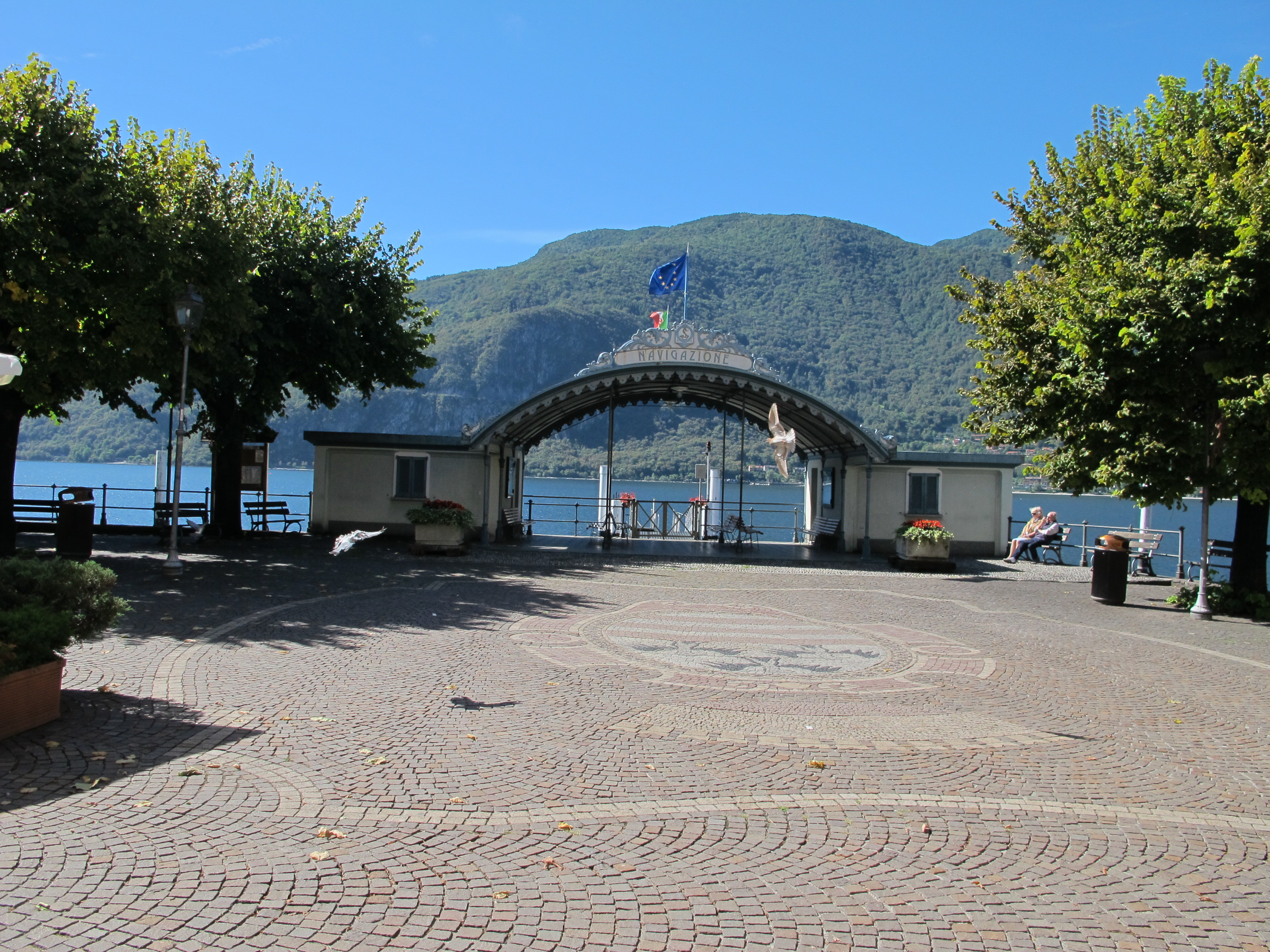
Schiffsanlegestelle in Mandello del Lario
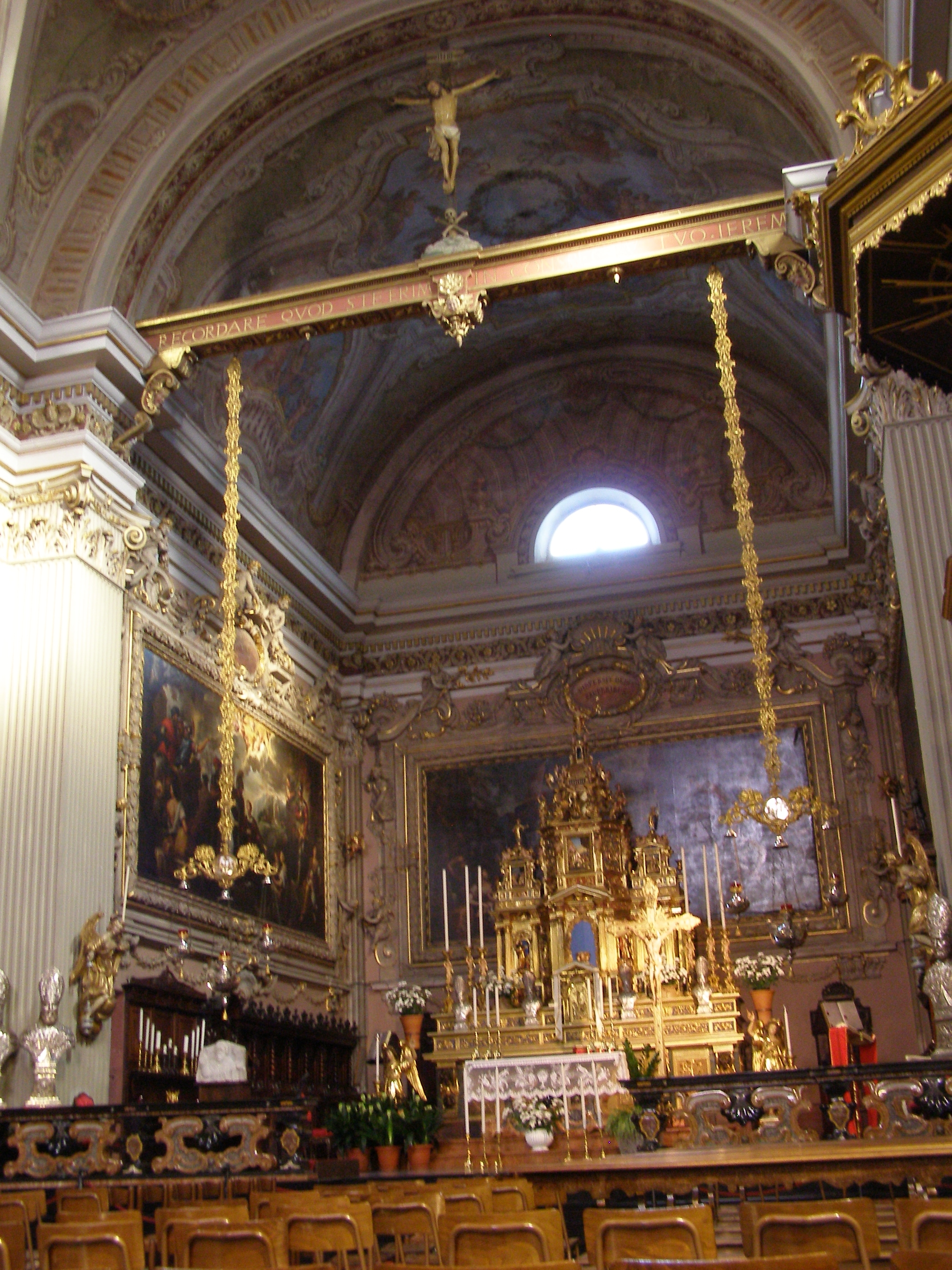
Kirche San Lorenzo, Innenraum